# Curtis Hamilton
Curtis Hamilton, född 4 december 1991, är en amerikanskfödd kanadensisk professionell ishockeyspelare som tillhör NHL-organisationen Edmonton Oilers och spelar för deras primära samarbetspartner Oklahoma City Barons i American Hockey League (AHL). Han har tidigare spelat på lägre nivå för Saskatoon Blades i Western Hockey League (WHL).
Hamilton draftades i andra rundan i 2010 års draft av Edmonton Oilers som 48:e spelare totalt.

## Statistik
| 2006–2007  | Okanagan Rockets     | BC MML     | 37  | 26 | 27  | 53  | 68 | —  | — | — | —  | —  |
|            | Saskatoon Blades     | WHL        | 2   | 0  | 0   | 0   | 0  | —  | — | — | —  | —  |
| 2007–2008  | Saskatoon Blades     | WHL        | 68  | 14 | 13  | 27  | 43 | —  | — | — | —  | —  |
| 2008–2009  | Saskatoon Blades     | WHL        | 58  | 20 | 28  | 48  | 24 | 7  | 1 | 1 | 2  | 2  |
| 2009–2010  | Saskatoon Blades     | WHL        | 26  | 7  | 9   | 16  | 6  | 5  | 2 | 1 | 3  | 6  |
| 2010–2011  | Saskatoon Blades     | WHL        | 62  | 26 | 56  | 82  | 22 | 10 | 4 | 7 | 11 | 4  |
| 2011–2012  | Oklahoma City Barons | AHL        | 41  | 5  | 6   | 11  | 8  | 2  | 0 | 0 | 0  | 2  |
| 2012–2013  | Oklahoma City Barons | AHL        | 61  | 5  | 4   | 9   | 10 | 1  | 0 | 0 | 0  | 0  |
| 2013–2014  | Oklahoma City Barons | AHL        | 43  | 8  | 8   | 16  | 23 | 3  | 1 | 0 | 1  | 2  |
| 2014–2015  | Edmonton Oilers      | NHL        | 1   | 0  | 0   | 0   | 0  | —  | — | — | —  | —  |
|            | Oklahoma City Barons | AHL        | 60  | 12 | 17  | 29  | 38 | —  | — | — | —  | —  |
| NHL totalt | NHL totalt           | NHL totalt | 1   | 0  | 0   | 0   | 0  | —  | — | — |    | —  |
| AHL totalt | AHL totalt           | AHL totalt | 205 | 30 | 35  | 65  | 79 | 6  | 1 | 0 | 1  | 4  |
| WHL totalt | WHL totalt           | WHL totalt | 216 | 67 | 106 | 173 | 95 | 22 | 7 | 9 | 16 | 12 |